# C'était l'un des nôtres
C'était l'un des nôtres (Es war einer von uns) est un téléfilm allemand, réalisé par Kai Wessel, et diffusé en 2010.

## Synopsis
À la suite d'une soirée arrosée chez une amie, Johanna se réveille dans un jardin public, sans aucun souvenir de sa soirée. Une seule certitude : elle a été violée. Elle décide de porter plainte contre X. Soutenue par ses amis, notamment Leonie et son fiancé Bjorn, l'affaire prend une autre tournure lorsqu'elle apprend qu'elle a été droguée avec du GHB lors de la soirée : le coupable était donc parmi ses amis...

## Fiche technique
- Titre allemand : Es war einer von uns
- Réalisation : Kai Wessel
- Scénario : Astrid Ströhler
- Photographie : Klaus Eichhammer
- Musique : Martin Todsharow
- Durée : 90 min

## Distribution
- Maria Simon : Johanna Schröder
- Anja Kling : Leonie Grothe
- Devid Striesow : Björn
- Patrick Heyn : Philipp Reichsmann
- Adam Bousdoukos : Yanis
- Hans-Jochen Wagner : Henning Uhland
- Rainer Sellien : Matthias Christburger
- Kathrin Wehlisch : Kathrin Reichsmann
- Johanna Gastdorf : Ute Burckhart
- Gitta Schweighöfer : Anwältin Albers
- Theresa Berlage : Vera Winkler
- Andy Gatjen : Klaus Thasler
- Ayse Bosse : Antje
- Christoph Jacobi : Elmar
- Helene Grass : Miriam